# Independence Hall (Israel)

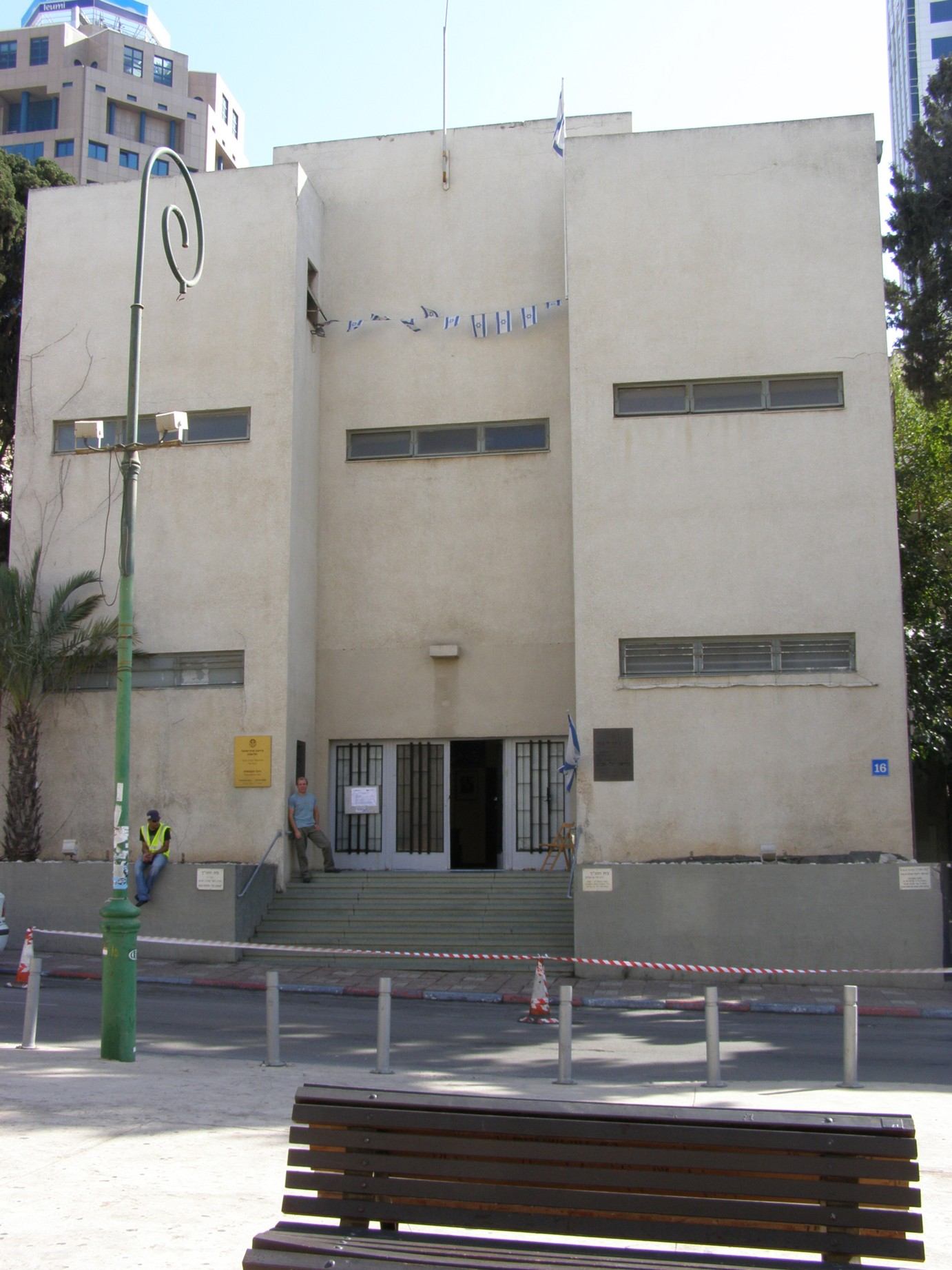
Die heutige Außenansicht des Hauses Rothschild Boulevard 16, Tel Aviv, in dem sich Israels Independence Hall befindet

Die Independence Hall (hebräisch בֵּית הָעַצְמָאוּת Bejt ha-ʿAtzmaʿūt, deutsch ‚Haus der Unabhängigkeit‘, oder auch בֵּית דִּיזֵנְגּוֹף Bejt Dīsengōf, deutsch ‚Haus Dizengoffs‘) im Haus am Tel Aviver Rothschild-Boulevard 16 ist der Ort, an dem am 14. Mai 1948 die Israelische Unabhängigkeitserklärung verabschiedet wurde. In Erinnerung an diesen Gründungsakt des Staates Israel wurde der ehemalige Ausstellungssaal 1978 restauriert und danach als Independence Hall eingeweiht. 2010 wurde die Independence Hall zum Nationalmuseum erklärt.

## Geschichte des Hauses
Die Geschichte des Hauses, in dem sich die Independence Hall befindet, ist eng mit der Gründungsgeschichte von Tel Aviv verbunden.
Am 11. April 1909 versammelten sich am Strand von Jaffa 66 Familien. Sie waren zusammengekommen, um im Losverfahren Siedlungsparzellen für ein neues jüdisches Viertel außerhalb von Jaffa zu verteilen. Das Los mit der Nummer 43 zogen die Eheleute Meir und Zina Dizengoff, die auf der damit ihnen zufallenden Parzelle mit der späteren Adresse Rothschild Boulevard 16 ihr Wohnhaus errichteten. (Lage) Die neue Siedlung, politisch ein zu Jaffa gehöriger Vorort, trug damals noch den Namen Achusat Bayit und wurde 1910 von seinen Bewohnern in Tel Aviv umbenannt. Meir Dizengoff wurde der erste Vorsitzende des Siedlungskomitees und dann, ab Herauslösung diese Vororts aus der Stadt Jaffa 1921, erster Bürgermeister Tel Avivs.
Zina Dizengoff starb 1930. Ein Jahr später überließ Meir Dizengoff das gemeinsame Haus der Stadt Tel Aviv und bat darum, es in ein Museum umzuwandeln. Er selbst blieb in einer kleinen Dachwohnung des Hauses wohnen. Dizengoff, der am 23. September 1936 schließlich gestorben ist, bekräftigte 1935 in seinem Testament seinen Wunsch: „Meine letzte Bitte an die Bewohner von Tel Aviv. Ich habe einen großen Teil meines Lebens dieser Stadt gewidmet, und jetzt, da ich kurz davor stehe, Ihnen Lebewohl zu sagen, möchte ich Ihnen mein Lieblingskind, das Tel-Aviv-Museum, in Ihrem Gewahrsam hinterlassen. Bitte passt gut auf es auf, denn eines Tages wird es der Stolz und Ruhm unserer Stadt werden.“
Das Gebäude wurde Mitte der 1930er Jahre durch den Architekten Carl Rubin (1899–1955) erweitert und renoviert, der nach seiner Zeit 1931/1932 als Mitarbeiter im Architekturbüro Erich Mendelsohns in Berlin sich in Tel Aviv als selbständiger Architekt niedergelassen und durch erste Bauten die Aufmerksamkeit von Bauherren und Publikum auf sich gezogen hatte. Rubins Plänen gemäß wurde das Haus der Dizengoffs für die Nutzung durchs zu gründende Kunstmuseum Tel Aviv umgebaut, die Ausstellungsfläche um 188 m² auf 426 m² erweitert, und das Haus erhielt neue kleinere Fenster, einen neugestalteten Eingang und eine neue Fassade. Der in der Stadt gut vernetzte Rubin gewann 1935 gewann auch die Ausschreibung um den Bau des Beit Hadar. Parallel zum Umbau des Hauses der Dizengoffs war Rubin so auch damit befasst, den Beit Hadar, den Sitz des Zitruspflanzerverbandes zu bauen.
Am 23. Februar 1936 fand die Neueröffnung des Museums statt. Fünf Tage später, am 28. Februar, übergab Rubin dann den Beit Hadar fertig an die Eigentümer. Museumsdirektor Karl Schwarz, 1930 bis 1933 Leiter der Kunstsammlung der Jüdischen Gemeinde zu Berlin, ab 1932 offiziell Jüdisches Museum (Sammlung der Jüdischen Gemeinde zu Berlin) genannt, war auf Einladung Dizengoffs im Mai 1933 nach Tel Aviv gezogen, das Museum aufzubauen. Schwarz schreibt zum Umbau des Hauses zum Museum: „Nach mehrjähriger Vorbereitungsarbeit unter Aufwendung großer Geldmittel kann nunmehr der Erweiterungs- und Neubau des Museums eröffnet werden. Das ehemalige Dizengoffsche Wohnhaus, eines der ersten Gebäude Tel Avivs, das im Laufe der Jahre mehrere Wandlungen durchgemacht und das der Bürgermeister und Begründer des Museums, M. Dizengoff, zur Verfügung gestellt hat, ist nach den Plänen des Architekten Carl Rubin in einen modernen Museumsbau umgestaltet worden.“
Schwarz beschreibt die Umbauten und die große Halle, die später Stätte der Unabhängigkeitserklärung wurde: „In drei Etagen wurden 15 große, den speziellen Zwecken angepaßte Räume und ein großer Vortragssaal eingerichtet, … Durch eine Vorhalle gelangt man in einen quergerichteten dreiteiligen Saal, an den seitlich je zwei Säle anschließen, … Vom Mittelsaal aus führt eine, die ganze Breite einnehmende, von zwei Pilastern unterbrochenen fünfstufige Treppe in den großen Ausstellungs- und Vortragssaal, der aus schmalen, dicht unter der Decke laufenden Fenstern eine gleichmäßige, oberlichtartige Beleuchtung empfängt. … Der Saal, mit versetzten Podium und Stuhlreihen versehen, bietet an 250 Plätze und soll für Kunstvorträge und musikalische Veranstaltungen zur Verfügung gestellt werden.“

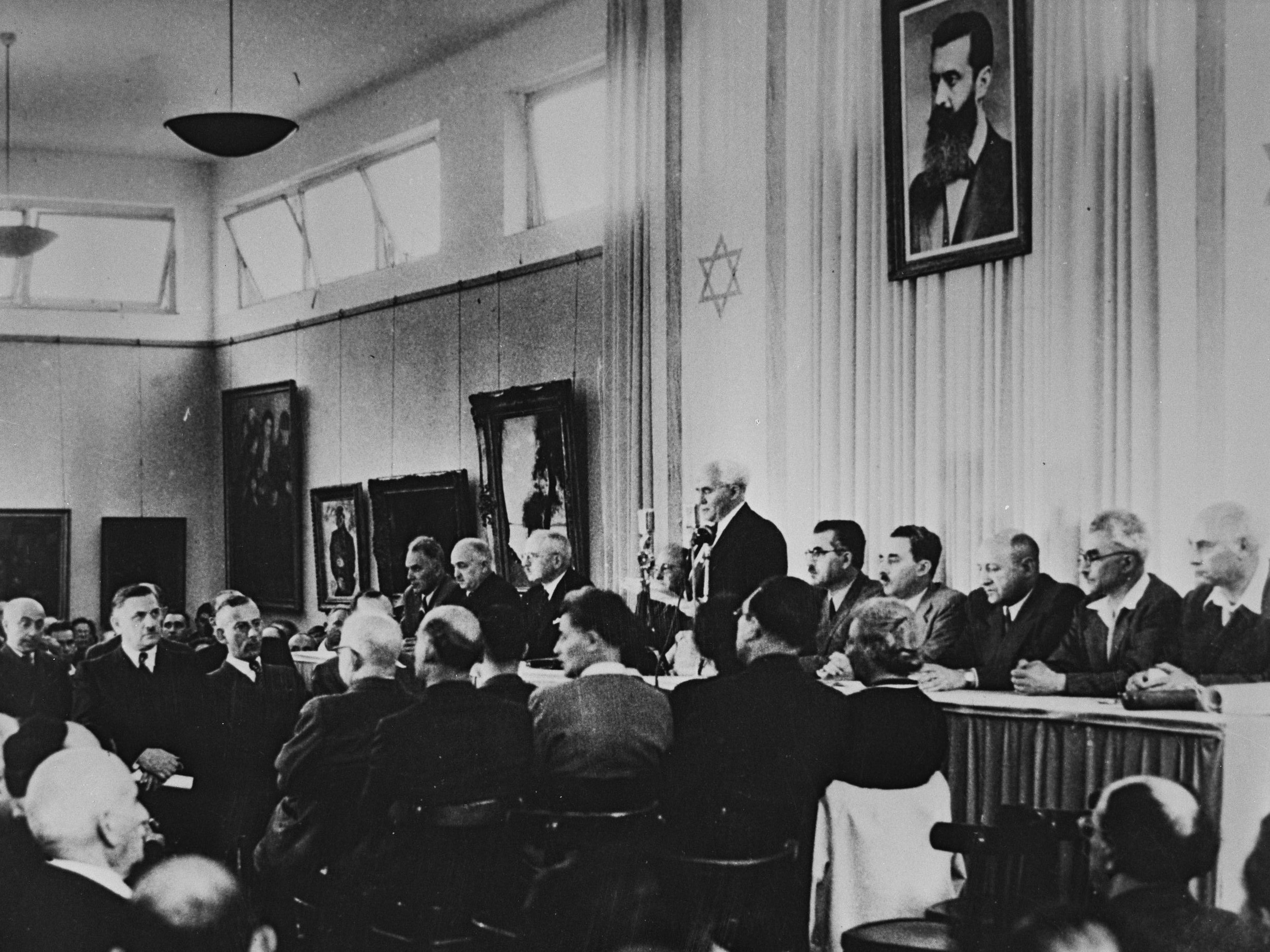
David Ben-Gurion bei der Verlesung der Unabhängigkeitserklärung

## Die Unabhängigkeitserklärung

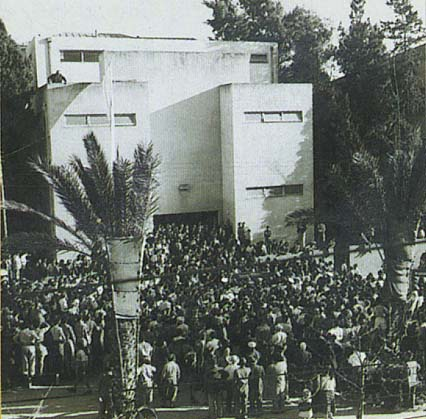
Straßenszene nach Erklärung der Unabhängigkeit Israels vor der heutigen Independence Hall

Die große Stunde des Gebäudes schlug am Nachmittag des 14. Mai 1948. Die Übergangslegislative Volksrat (hebräisch מוֹעֶצֶת הָעָם Mōʿetzet ha-ʿAm), am 12. April 1948 durch Sochnut und Nationalausschuss, Exekutive der palästinensischen Repräsentantenversammlung, aus 37 Vertretern aller Parteien darin gebildet, beschloss gegen 15 Uhr des Tages mit den 25 anwesenden Mitgliedern einstimmig, Israels Unabhängigkeit zu erklären.

„Am 15. Mai zogen sich die Briten formell aus Palästina zurück. Das Mandat war vorbei. Aber der 15. Mai war ein Schabbat, also beschloss die jüdische Führung, die Unabhängigkeit am 14. Mai um 16 Uhr zu erklären. Die Zeremonie sollte im Dizengoff-Museum auf dem Rothschild Boulevard stattfinden. Viele Mitglieder des Provisorischen Staatsrates (provisorische Legislative Israels in der Zeit von kurz vor der Unabhängigkeit bis nach der Wahl der ersten Knesset) saßen in Jerusalem fest, belagert von arabischen Kräften, aber die anderen versammelten sich in der großen Galerie auf der unteren Ebene des Museums. Die Stühle für die 400 geladenen Gäste waren aus lokalen Cafés ausgeliehen, ein Podium wurde eilig gebaut und eine ebenfalls ausgeliehene Tonanlage stand bereit, um den dramatischen Moment zu übertragen.“

Nach der Verlesung der Unabhängigkeitserklärung durch David Ben-Gurion rezitierte Rabbiner Jehuda Leib Maimon, der Führer der Misrachi-Bewegung, den Segen she-Hecheyanu. Danach erfolgte die Unterzeichnung der Unabhängigkeitserklärung durch Mitglieder des Volksrates und die provisorische Übergangsregierung (hebräisch מִנְהֶלֶת הָעָם Minhelet ha-ʿAm, deutsch ‚Volksverwaltung‘), die in Tel Aviv wohnten oder dorthin hatten durchkommen können. Mit dem Gesang der Nationalhymne haTikwa endete die Zeremonie nach nur 32 Minuten um 16.32 Uhr. Nach dem Verlassen des Saales wurden die Teilnehmer der Veranstaltung vor dem Haus von einer jubelnden Menge begrüßt.

## Nationales Kulturerbe
1971 bezog das Tel Aviv Museum of Art ein neues Gebäude, worauf die israelische Regierung 1973 das Gebäude am Rothschild Boulevard der Israelischen Gesellschaft für biblische Forschung überließ, die darin das Beit haTanach (Bibel-Museum) und ein Bildungszentrum für die Verbreitung von Wissen über die Bibel einrichtete.
Im Jahr 1978, zum 30. Jahrestag des Staates Israel, wurde mit Genehmigung des Bibelmuseums die Ausstellungshalle neu gestaltet und somit der Bezug zur Unabhängigkeitserklärung wieder hergestellt. Die oberen Etagen des Hauses verblieben beim Bibelmuseum. Ebenfalls 1978 Jahr wurde in der Unabhängigkeitshalle in Anwesenheit des damaligen israelischen Präsidenten Ephraim Katzir, des Knesset-Sprechers Yitzhak Shamir und des Premierministers Menachem Begin eine Erklärung unterzeichnet, die die Gründung des Museums Independence Hall unter der Schirmherrschaft des Tel Aviver Eretz Israel Museums ankündigte.
Im Jahr 2010 wurde aufgrund des 2009 verabschiedeten Beit Haatzmaut-Gesetzes ein Programm zur Planung, Restaurierung und Erhaltung des Unabhängigkeitsmuseums und seine Umwandlung in ein Nationalmuseum initiiert. Das Gebäude, in dem sich die Independence Hall befindet, wird heute vom Eretz Israel Museum verwaltet. Ein gesetzlich verankerter wissenschaftlicher wirkt bei der Verwaltung, Konservierung, Restaurierung und Ausstellungsplanung mit.

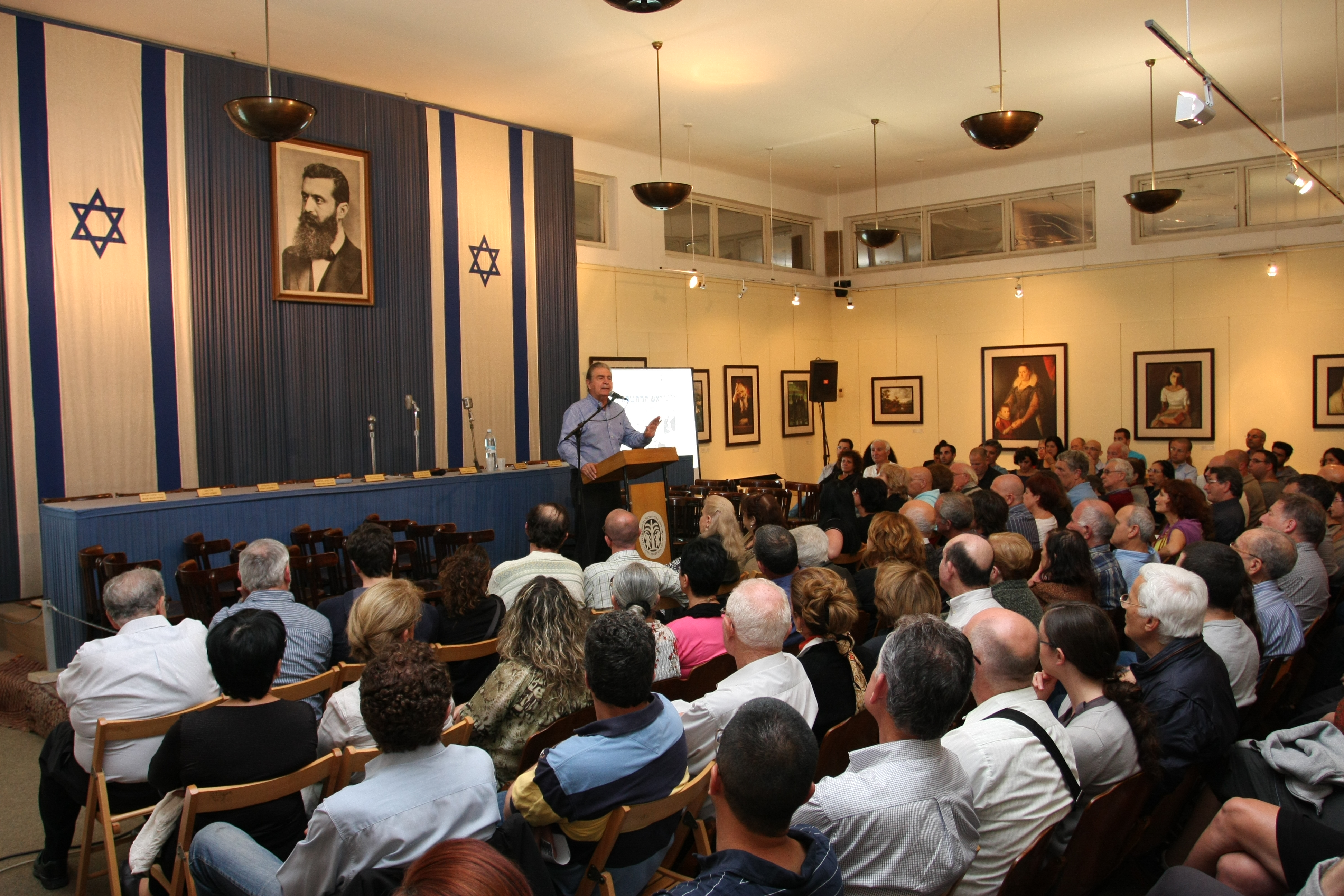
Die heutige Independence Hall bei einer öffentlichen Veranstaltung

Was ein Besuch der Independence Hall den Besuchern bietet, beschreibt das Eretz Israel Museum folgendermaßen:

„Heute können Sie den historischen Saal besichtigen, in dem Ben Gurion die Gründung des Staates Israel erklärt hat. Die meisten Exponate sind original, einige sind detailgetreu rekonstruiert und führen den Besucher zurück zu diesem unglaublichen Ereignis. Die Namen derer, die an der Zeremonie von 1948 teilgenommen haben, stehen auf dem Podium und den Stühlen; Herzls Porträt hängt über der Bühne, flankiert von zwei langen israelischen Flaggen. Die meisten der damals ausgestellten Bilder, die seit dem Tag der Erklärung des Staates zur Sammlung des Museums von Tel Aviv gehören, sind noch immer an den Wänden zu sehen. In der Ecke befinden sich verschiedene Gegenstände, die mit der Zeremonie verbunden sind: Dokumente, Einladungen, Aufnahme- und Sendeanlagen, Memos und mehr. Besucher können sich die Originalaufnahme der Zeremonie anhören und einen 16-minütigen Film ansehen, der die Ereignisse der Zeit und die Geschichte des Gebäudes beschreibt.“